# アルマ・ルーベンス
アルマ・ルーベンス（Alma Rubens、1897年2月19日 - 1931年1月21日）は、アメリカ合衆国の映画・舞台女優。
1910年代中頃にデビュー、1916年に映画『火の森』でダグラス・フェアバンクスと共演し、早くもスターダムを駆け上がった。最後の10年間は助演としてコメディやドラマに出演。1920年代には自身の経歴を終える原因となる薬物中毒に陥った。1931年1月上旬、コカイン所持で逮捕された直後に大葉性肺炎と気管支炎で亡くなった。

## 生い立ち
カリフォルニア州サンフランシスコでジョン・Bとテレサ（旧姓ヘイズ）・ルーベンス夫妻を両親にアルマ・ジェヌビエーブ・ルーベンスとして生誕。父親はフランスの血を引いており、母はアイルランド人を祖先に持つ。ローマ・カトリック教徒として育ち、サンフランシスコのセイクリッド・ハート・コンヴェント・スクールに通った。いくつかの伝記では、彼女の出生名をジェヌビエーブ・ドリスコールとする誤った記述が見られる。ジェヌビエーブは実のミドルネーム、ドリスコールは母方の祖母の旧姓であり、アマチュアの頃に実際に使用した芸名であった。

## 経歴

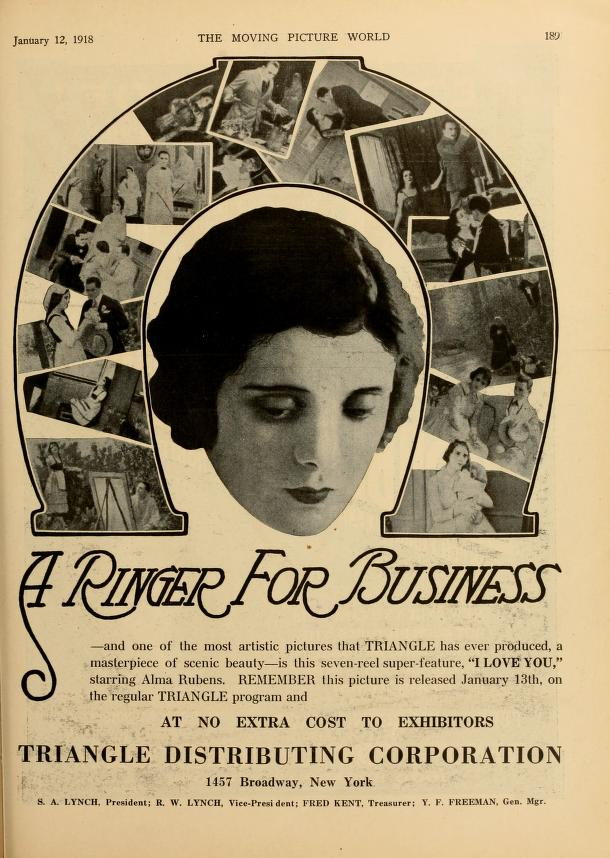
『I Love You』（1918年）「フェリス」役

ミュージカルコメディ劇場一座のコーラスガールが病気になり、彼女に初舞台を踏むチャンスが訪れた。彼女は正規のメンバーと認められ一座に加り、同じく座員だったフランクリン・ファーナムと出会った。彼は後にルーベンスに一座を辞めて、映画に挑戦するよう説得した。
1916年、トライアングル・フィルム・コーポレーションと契約を結ぶ。同社における初出演はダグラス・フェアバンクス主演の『ドーグラスの奮闘（Reggie Mixes In）』であった。同年、コカイン喜劇『跳ねる魚の謎（The Mystery of the Leaping Fish）』、『火の森（The Half Breed）』、『The Americano』で再びフェアバンクスと共演した。翌年2本の西部劇に出演、『Truthful Tolliver』でウィリアム・S・ハートと、『The Firefly of Tough Luck』でチャールズ・ガンと共演した。1918年、映画界や出版物であまりに混乱を生じるので、ルーベンスの綴りをReubensからRubensに替えたと発表した。後にPhotoplay誌に「私の名前は実は画家と同じ（綴り）ではありません。それがReubensだったかRuebensだったか思い出せません。私には綴る事が出来ません。どの位置に「e」が来るのか思い出せないのです。なのでRubensにしたのです。」と語った。

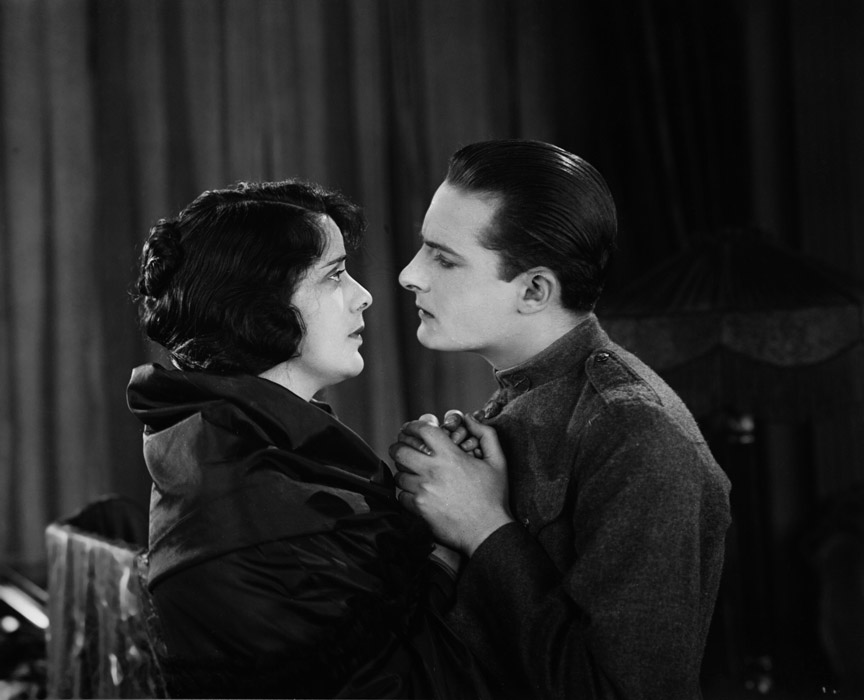
『ユーモレスク』（1920年）ガストン・グラスと

1920年、ウィリアム・ランドルフ・ハーストのコスモポリタン・プロダクションと契約を結ぶ。スタジオはルーベンスをフランドルの画家ピーテル・パウル・ルーベンスの子孫と偽り、新進若手女優として売り出した。コスモポリタンで最初の出演映画は『ユーモレスク』で、この年のスタジオ唯一のヒット作であった。同年後半『世間の男女』でモンタギュー・ラヴと共演、また『Thoughtless Women』に出演、2本とも彼女の人気を更に高めた。1921年、体調を崩した際に医師からモルヒネを処方された後、ヘロイン中毒となった。薬物使用と撮影中の演技が困難になったことからウィリアム・ランドルフ・ハーストは出演予定だった映画から彼女を外したが、その後2年間雇い続けた。2人が恋に落ちたのでハーストはルーベンスに給料を支払い続けているのだという噂があった。ハーストはこれを否定し、雇い続けているのはルーベンスに主演女優としてプロモートにかなりの金額を投資しており、あのような良い主演女優を探すのは困難だからだと述べた。1922年、『怪指紋』と『雪谷の脅威』でスクリーンに復帰。コスモポリタンの最後の出演映画は1923年の歴史映画『Under the Red Robe』であった。同年ハーストはルーベンスを解雇した。
1924年、コロンビア ピクチャーズの『彼女の払った償』 (The Price She Paid) に出演、またファースト・ナショナルの『恋の人形』に脇役で出演。1925年から1926年にかけてフォックス・フィルムで働いた。フォックスではエドマンド・ロウ、ルー・テリジェンと共演した1925年のメロドラマ『East Lynne』がヒットした。1926年、『傷める胡蝶』 (The Gilded Butterfly) でバート・ライテルと共演、また『シベリア』 (Siberia) で再びエドマンド・ロウ、ルー・テリジェンと共演した。フォックスでの最後の映画は1927年の『サロメの心』 (Heart of Salome) で、その後フリーとして働く決意をする。

## 薬物濫用と晩年
1927年後半には、頻繁に薬物中毒の治療のため何ヶ月も療養所に入院させられたため、仕事に多大な悪影響が出ていた。末期に演じた役の1つがトーキー版『ショウボート』のジュリーで、最後の出演映画から1つ前の作品であり、数少ないトーキー出演作品の1つである。しかし、彼女が話している場面のサウンドトラックは失われたと思われる。
1929年2月、治療のため療養所に連れに来た医師を刺そうと試み、ルーベンスの中毒が公に知られることとなった。まもなくスパードラ更生施設で治療を受けるよう命じられた。その後、4人の看護士と2人の男性警備員の看視下にあったにもかかわらず脱走した。その後、パサデナの療養所に入院したが、10日後には去った。彼女が麻薬常用を再開したため、1929年5月15日に夫リカルド・コルテスとルーベンスの母親は治療のためにパットン州立病院へ入院させた。同病院を1929年12月下旬に退院。
1930年1月30日、ハリウッド作家クラブが演出した劇に出演し、退院以来初めて公の場に姿を見せた。彼女の演技は観衆に好評をもって迎え入れられ、8回のカーテンコールを受けた。上演後ユナイテッド・プレスのインタビューを受けて、中毒を克服したと語った。インタビューでは薬物濫用への転落と療養所での経験を詳細に話した。1930年2月上旬、薬物中毒から解放され、東部のヴォードビルツアーでカムバックする予定であると発表し、ニューヨークに向かった。滞在中に夫と共に舞台には立ったが、2週間と経たず同月中にカリフォルニアに戻った。1931年1月5日、コカイン所持およびメキシコからアメリカ合衆国へモルヒネの密輸を謀ったとして、サンディエゴで連邦捜査官によって逮捕された。ルーベンスは自分は嵌められたと訴え、医師が薬物を摂取していないという彼女の供述を裏付けた。後に5,000ドルで保釈され、1931年1月の2週目に予審に出廷した。

## 私生活
ルーベンスは3回結婚している。最初の夫は20歳ほど年長の俳優フランクリン・ファーナムで、1918年6月に結婚。2人は極秘に結婚し、約2ヶ月後に別れた。ルーベンスの離婚訴状によればファーナムは彼女に暴力を振るい、あごをはずされた事もあった。彼らの離婚は1919年12月に成立した。1923年11月、劇作家で映画プロデューサーのダニエル・カーソン・グッドマンと結婚。彼らは1924年後半に別れ、ルーベンスは1925年1月に離婚訴訟を提出した。
3人目にして最後の夫は俳優のリカルド・コルテスで、1926年1月30日にカリフォルニア州リバーサイドで結婚。この時グッドマンとの離婚がまだ成立しておらず、コルテスとの結婚は無効と見なされた。彼らは2月8日に再度結婚。1930年中頃、ヴォードビルツアー中に2人は別れた。死を迎えた時にはコルテスとの離婚訴訟を提起していた。コルテスは妻の死を知らされなかったと訴え、後に数ヶ月間彼女とは会っておらず、重病であるとは知らなかったと語った。

## 死去
刑務所からの保釈直後ルーベンスは風邪をひき、直ぐに大葉性肺炎と気管支炎にまで悪化した。友人であるチャールズ・J・フルーガー医師のロサンゼルスの自宅で昏睡状態に陥り、意識を回復しないまま1931年1月21日に33歳で息を引き取った。葬儀は1月22日、グレンデールのフォレスト・ローン・メモリアル・パークのリトル・チャーチ・オブ・フラワーズで執り行われた。そして彼女の遺体は2度目の葬儀が26日にクリスチャン・サイエンス教会で行われるフレズノへと船で運ばれ、その後フレズノのアララト・セメタリーに埋葬された。
映画界への貢献により、ハリウッド大通り6409のハリウッド・ウォーク・オブ・フェームにアルマ・ルーベンスの星型プレートがある。

## 回想録
ルーベンスの回想録「This Bright World Again」が1931年に全国紙で連載された。そこには彼女の経歴と薬物中毒との闘いが詳述されている。その全文にゲイリー・D・ロードスとアレキサンダー・ウェッブによるバイオグラフィとフィルモグラフィを加えた「Alma Rubens, Silent Snowbird」が2006年にマクファーランド社から出版された。

## フィルモグラフィー
| 年   | 原題                            | 邦題             | 役名                                 | 備考                       |
| ---- | ------------------------------- | ---------------- | ------------------------------------ | -------------------------- |
| 1915 | Banzai                          |                  | Mirami - Daughter of a Samurai       | 短編映画                   |
| 1914 | Narcotic Spectre                |                  |                                      | 短編映画                   |
| 1914 | The Gangsters and the Girl      |                  | Molly                                | 短編映画                   |
| 1915 | The Birth of a Nation           | 國民の創生       | Belle of 1861                        | クレジットされず           |
| 1915 | The Lorelei Madonna             |                  | Alma - the Lorelei Madonna           | 短編映画 Alma Ruben名義    |
| 1915 | Peer Gynt                       |                  | Bit Role                             | クレジットされず           |
| 1915 | A Woman's Wiles                 |                  | Lucile Bergere - a Parisian Model    | Alma Ruben名義             |
| 1916 | Reggie Mixes In                 | ドーグラスの奮闘 | Lemona Reighley                      |                            |
| 1916 | The Mystery of the Leaping Fish | 跳ねる魚の謎     | Gang Leader's Female Accomplice      | 短編映画 クレジットされず  |
| 1916 | The Half-Breed                  | 火の森           | Teresa                               |                            |
| 1916 | Judith of the Cumberlands       |                  |                                      | 別題: The Moonshine Menace |
| 1916 | Intolerance                     | イントレランス   | Girl at the Marriage Market          | クレジットされず           |
| 1916 | The Children Pay                |                  | Editha, their stepmother             |                            |
| 1916 | The Americano                   |                  | Juana de Castalar                    |                            |
| 1917 | Truthful Tolliver               |                  | Grace Burton                         |                            |
| 1917 | A Woman's Awakening             |                  | Cousin Kate                          | Alma Rueben名義            |
| 1917 | An Old Fashioned Young Man      |                  |                                      |                            |
| 1917 | Master of His Home              |                  | Millicent Drake                      | Alma Ruben名義             |
| 1917 | The Cold Deck                   |                  | Coralie                              |                            |
| 1917 | The Firefly of Tough Luck       |                  | Firefly                              |                            |
| 1917 | The Regenerates                 | 改心の人         | Catherine Ten Eyck                   | Alma Reuben名義            |
| 1917 | The Gown of Destiny             |                  | Natalie Drew                         |                            |
| 1918 | I Love You                      |                  | Felice                               |                            |
| 1918 | The Answer                      |                  | Lorraine Van Allen                   |                            |
| 1918 | The Love Brokers                |                  | Charlotte Carter                     |                            |
| 1918 | Madame Sphinx                   |                  | Celeste                              |                            |
| 1918 | The Painted Lily                |                  | Mary Fanjoy                          |                            |
| 1918 | False Ambition                  |                  | Judith/Zariska                       |                            |
| 1918 | The Ghost Flower                |                  | Giulia                               |                            |
| 1919 | Restless Souls                  |                  | Marion Gregory                       |                            |
| 1919 | Diane of the Green Van          | 緑車のディアネ   | Diane Westfall                       |                            |
| 1919 | A Man's Country                 | 男の住む地       | Kate Carewe                          |                            |
| 1920 | Humoresque                      | ユーモレスク     | Gina Berg (formerly Minnie Ginsberg) |                            |
| 1920 | The World and His Wife          | 世間の男女       | Teodora                              |                            |
| 1920 | Thoughtless Women               |                  | Annie Marnet                         |                            |
| 1922 | Find the Woman                  | 怪指紋           | Sophie Carey                         |                            |
| 1922 | The Valley of Silent Men        | 雪谷の脅威       | Marette Radison                      |                            |
| 1923 | Enemies of Women                | 女性の敵         | Alicia                               |                            |
| 1923 | Under the Red Robe              |                  | Renee de Cocheforet                  |                            |
| 1924 | Week End Husbands               |                  | Barbara Belden                       |                            |
| 1924 | The Rejected Woman              |                  | Diane Du Prez                        |                            |
| 1924 | Cytherea                        | 恋の人形         | Savina Grove                         | フィルム紛失               |
| 1924 | The Price She Paid              | 彼女の払った償   | Mildred Gower                        |                            |
| 1924 | Gerald Cranston's Lady          | 愛?金?           | Hermione, Lady Gerald Cranston       |                            |
| 1924 | Is Love Everything?             |                  | Virginia Carter                      |                            |
| 1925 | The Dancers                     | 踊り狂う人々     | Maxine                               |                            |
| 1925 | She Wolves                      | 夜会服の男       | Germaine D'Artois                    |                            |
| 1925 | A Woman's Faith                 | 天界への挑戦     | Nerée Caron                          |                            |
| 1925 | Fine Clothes                    |                  | Paula                                |                            |
| 1925 | The Winding Stair               |                  | Marguerite                           |                            |
| 1925 | East Lynne                      |                  | Lady Isabel                          |                            |
| 1926 | The Gilded Butterfly            | 傷める胡蝶       | Linda Haverhill                      |                            |
| 1926 | Siberia                         | シベリア         | Sonia Vronsky                        |                            |
| 1926 | Marriage License?               |                  | Wanda Heriot                         |                            |
| 1927 | One Increasing Purpose          |                  |                                      | クレジットされず           |
| 1927 | Heart of Salome                 | サロメの心       | Helene                               |                            |
| 1928 | The Masks of the Devil          | 悪魔の仮面       | Countess Zellner                     | フィルム紛失               |
| 1929 | Show Boat                       | ショウボート     | Julie                                |                            |
| 1929 | She Goes to War                 | 彼女は戦に行く   | Rosie                                |                            |